# Piper wagneri
Piper wagneri är en pepparväxtart som beskrevs av C. Dc.. Piper wagneri ingår i släktet Piper och familjen pepparväxter. Inga underarter finns listade i Catalogue of Life.